# Dicranomyia malina
Dicranomyia malina är en tvåvingeart som först beskrevs av Alexander 1964.  Dicranomyia malina ingår i släktet Dicranomyia och familjen småharkrankar. Inga underarter finns listade i Catalogue of Life.